# بطولة الأمم الخمس 1928
بطولة الأمم الخمس 1928 (بالإنجليزية: 1928 Five Nations Championship)‏ هو الموسم 41 من بطولة الأمم الخمس. كان عدد الأندية المشاركة فيه 5، وفاز فيه منتخب إنجلترا الوطني لاتحاد الرغبي.